# Side-Show
Side-Show (2009) is een Belgisch circusgezelschap dat werd opgericht door Quintijn Ketels en Aline Breucker. Ze wisselen grote zaalvoorstellingen af met kleinschalige producties, in-situ performances en interdisciplinaire onderzoekstrajecten.

## Biografie
Quintijn Ketels en Aline Breucker ontmoeten elkaar aan L’Ecole Supérieure des Arts du Cirque (ESAC), de circusschool in Brussel. Ketels volgt er een opleiding acrobatie en Breucker maakt kostuums voor enkele afstudeerprojecten. In 2009 richten ze het gezelschap Side-Show op, met een programmacontract van de Vlaamse Gemeenschap van België. Ketels en Breucker vormen niet louter een gezelschap, maar ook een gezin met twee kinderen. Hun intense wijze van samen leven en werken is bepalend voor de thema’s in hun werk, waarmee ze trachten "een specifieke beeldtaal die circus en beeldende kunst in dialoog doet treden" te creëren. Ze verklaren: "Onze familie bevindt zich in het centrum van ons gezelschap Side-Show. ... Onze collega’s, medewerkers, partners: ze zijn een uitgebreide familie en we proberen ze als zodanig te behandelen. Wij streven ernaar om inclusief te zijn en rekening te houden met de behoeften van iedereen.”
Breucker studeerde scenografie aan de Brusselse École nationale supérieure des arts visuels (ENSAV) en is beeldend kunstenaar, kostuumontwerper en scènografe voor circus, opera, dans en theater. Ze werkte als assistente van scenograaf Vincent Lemaire in de opera's van Innsbruck en Zürich. Ze ontwierp kostuums voor circusgezelschappen als Hopla Circus en Le Carré Curieux. Naast zijn opleiding aan ESAC studeerde Ketels klassieke piano aan de muziekacademie. Zijn voorstelling La Familia Rodriguez (2004) voor Hopla Circus groeide uit zijn afstudeerproject aan ESAC. Hij toerde vijf jaar met deze show, met voorstellingen in landen als China, Mexico en Israël.
Wonders uit 2013 is de eerste zaalcreatie van Side-Show en tevens deel 1 van hun Trilogie van de Verbeelding. De voorstelling komt tot stand als coproductie met het Hasseltse theaterfestival Theater op de Markt en provinciaal domein Dommelhof, circuswerkplaats Perplx en GC De Kriekelaar te Schaarbeek. In dit stuk verdwijnen "de scheidingslijnen tussen circus, dans en decor" en "smelten lichamen en decors samen door middel van acrobatie en machinerie uit het klassieke theater." Wonders werd oa. vertoond op de Festival UP! Biennale International de Cirque in Molenbeek, het Asteroid Festival in Kopenhagen en Arti Inferiori in Padua.
Spiegel im Spiegel volgt in 2017, als deel 2 van de Trilogie van de Verbeelding. De voorstelling is opnieuw een coproductie met Theater op de Markt/Dommelhof, Perplx en GC De Kriekelaar en kwam tot stand met steun van de Vlaamse Overheid. In dit stuk over "reflectie en perceptie", waarin de spiegel centraal staat, "volgt het ene tableau het andere in sneltempo op." Deze voorstelling was oa. te zien op Festival Up! en het Spring Festival 2019 in Cherbourg-en-Cotentin.
Voor Sho-Ichidô (2018) werken ze samen met circusartiest Kenzo Tokuoka, die gespecialiseerd is in de eenwieler. Deze keer werken ze voor de coproductie samen met de Gentse kunstenaarswerkplaats MiramirO, kunstenplatform C-TAKT en Les Fêtes Romanes van CC Wolubilis te Brussel. De titel van dit stuk verwijst naar de Japanse woorden voor kalligrafie (shodô) en eenwieler (ichi-rensha), want het opzet is om "een monumentale grafische taal te ontwikkelen met een lichaam, een eenwieler en Chinese inkt als instrumenten" om te onderzoeken "hoe beweging sporen achterlaat". Deze voorstelling was oa. te zien in BOZAR te Brussel, les Halles de Schaerbeek en De Grote Post in Oostende.
In Portraits (2021) portretteren ze circusartiesten Camille Paycha en Sander De Cuyper. Deze productie kwam tot stand in coproductie met Theater op de Markt/Dommelhof, MiramirO en UP - Circus & Performing Arts. Dit stuk "bevraagt de link tussen beweging en sporen, tussen werk en leven" en stelt de vraag "hoe het er zou uitzien als je een circus zou omvormen tot beeldende kunst". Deze voorstelling was onder meer te zien op het Winters Circus festival in Leuven, Festival UP! en De Grote Post.
Openings (2021) omvat twee projecten: What’s Cooking?, een artistieke interventie in de keukencontainer van provinciaal domein Dommelhof en Out of the Blue, een tentoonstelling in het theatergebouw aldaar. In de container zijn na hun interventie tochtgaten of doorgeefluiken, die "getuigen van een breder verlangen naar uitwisseling tussen artistieke processen en hun omgeving."
Permit, oh permit my soul to rebel (2023) is het derde deel van de Trilogie van de verbeelding. In deze voorstelling vormen honderden kussens een cirkel waarin het publiek plaats kan nemen, om te "dromen over de (on)mogelijkheid der dingen". Side-Show gaat met dit stuk "op zoek naar het spectaculaire in het alledaagse en het alledaagse in het spectaculaire." Deze voorstelling is een "relaxed performance", wat staat voor een inclusieve voorstelling, die toegankelijk is voor alle publieken, waarbij bijzondere aandacht gegeven wordt aan toeschouwers met een prikkelstoornis. Antoine, de zoon van Breucker en Ketels, heeft autisme en een complexe vorm van het syndroom van Gilles de la Tourette, wat het bijwonen van voorstellingen bemoeilijkt. Ketels verklaarde aan de krant De Morgen: "Hier in Vlaanderen is er nog ongelooflijk veel werk op het vlak van inclusie. Maar ik wil graag dat onze zoon deel kan uitmaken van een publiek zoals iedereen.” Daarom is er geen officieel begin van de voorstelling: de lichten dimmen niet en de dansers en circusartiesten gaan quasi ongemerkt over tot hun opeenvolgende acts. Sterke en plotse prikkels - stroboscopen, luide geluiden, enzovoort - worden vermeden. Voor het gebruik van een confettikanon wordt duidelijk gewaarschuwd. Breucker verklaart: “Permit, Oh permit my soul to rebel is een artistieke creatie die meer dan andere creaties rekening houdt met zijn publiek. Dat ‘rekening houden’ is geen bijkomstigheid, het is de kern van onze artistieke taal.” Deze voorstelling werd reeds vertoond in oa. De Grote Post, Theater op de Markt, De Spil in Roeselare, Cultuurcentrum Brugge, De Warande in Turnhout en werd geselecteerd voor Het Theaterfestival 2024 in de Singel in Antwerpen. In 2025 is het te zien op verschillende locaties in Frankrijk (Cirque-Théâtre Elbeuf en Le Prato in Rijsel).

## Creaties
- 2013 - Wonders - coproductie met Theater op de Markt/Dommelhof, Perplx, GC De Kriekelaar.[46]
- 2017 - Spiegel im Spiegel - coproductie met Theater op de Markt/Dommelhof, Perplx, GC De Kriekelaar.[47]
- 2018 - Sho-Ichidô - coproductie met Miramiro, C-TAKT, Les Fêtes Romanes/Wolubilis.[48]
- 2021 - Portraits - coproductie met Theater op de Markt/Dommelhof, Miramiro, UP - Circus & Performing Arts.[49]
- 2021 - Openings - coproductie met Dommelhof.[50]
- 2022 - Stills - expo in Bog-Art Gallery in Brussel.[51]
- 2023 - Permit, oh permit my soul to rebel - coproductie van Kunstencentrum VIERNULVIER, CIRKLABO/30CC, Dommelhof, MiramirO.[45]